# Place John-Mundy
 (février 2024).
Si vous disposez d'ouvrages ou d'articles de référence ou si vous connaissez des sites web de qualité traitant du thème abordé ici, merci de compléter l'article en donnant les références utiles à sa vérifiabilité et en les liant à la section « Notes et références ».
La place John-Mundy est une voie de Toulouse, chef-lieu de la région Occitanie, dans le Midi de la France.

## Situation et accès

### Description
La place John-Mundy est une voie publique. Elle se trouve dans le quartier de Bordelongue, dans le secteur 2 - Rive gauche. Elle forme un quadrilatère de 2 000 m2 environ au carrefour du chemin des Martyrs-de-Bordelongue, qu'elle reçoit au sud, et de la rue Louis-Courtois-de-Viçose, qui la traverse d'est en ouest.

### Voies rencontrées
La place John-Mundy rencontre les voies suivantes, dans l'ordre des numéros croissants :
1. Chemin des Martyrs-de-Bordelongue
2. Rue Louis-Courtois-de-Viçose

### Transports
La place John-Mundy est desservie par la ligne de bus 13. À l'ouest, se trouvent le long de la route de Seysses les arrêts de la ligne de Linéo L4 et la gare de Gallieni-Cancéropôle, sur la ligne de chemin de fer de Toulouse à Auch. À l'est, la route d'Espagne est également parcourue par les lignes de Linéo L5 et de bus 152.
Les stations de vélos en libre-service VélôToulouse les plus proches sont les stations no 265 (face 251 route de Seysses), no 266 (38 rue de la Touraine) et no 274 (face 296 route de Seysses).

## Odonymie
La place est nommée en hommage à John Hine Mundy (en) (1917-2004). Né à Londres (Royaume-Uni), il émigre à l'âge de 4 ans avec sa famille à New York (États-Unis). Il étudie l'histoire médiévale à l'université Columbia et soutient une maîtrise sur la croisade des albigeois en 1941. Après avoir servi dans l'armée américaine entre 1943 et 1945, il poursuit ses études et soutient en 1950 une thèse sur la ville de Toulouse entre les XIe et XIIIe siècles. Nommé professeur assistant la même année, puis professeur associé en 1956, il est professeur titulaire en 1962. Il se consacre dès lors à l'étude des sociétés médiévales.